# Бобслей на зимових Олімпійських іграх 1936
Змагання з бобслею на зимових Олімпійських іграх 1936 тривали з 11 до 15 лютого на горі біля озера Рісерзе на південь від Гарміш-Партенкірхена Німеччина. Розіграно 2 комплекти нагород.

## Таблиця медалей
| Місце              | Країна             | Золото | Срібло | Бронза | Загалом |
| ------------------ | ------------------ | ------ | ------ | ------ | ------- |
| 1                  | Швейцарія          | 1      | 2      | 0      | 3       |
| 2                  | США                | 1      | 0      | 1      | 2       |
| 3                  | Велика Британія    | 0      | 0      | 1      | 1       |
| Загалом (3 збірні) | Загалом (3 збірні) | 2      | 2      | 2      | 6       |

## Чемпіони та призери
| Дисципліна          | Золото                                                                         | Срібло                                                                               | Бронза                                                                                        |
| ------------------- | ------------------------------------------------------------------------------ | ------------------------------------------------------------------------------------ | --------------------------------------------------------------------------------------------- |
| Двійки (чоловіки)   | США (USA) США I Айвен Браун Алан Вошбонд                                       | Швейцарія (SUI) Швейцарія II Фріц Феєрабенд Йозеф Берлі                              | США (USA) США II Джилберт Колґейт Річард Лоуренс                                              |
| Четвірки (чоловіки) | Швейцарія (SUI) Швейцарія II П'єр Мюзі Арнольд Ґартман Шарль Був'є Йозеф Берлі | Швейцарія (SUI) Швейцарія I Рето Кападрутт Ганс Айхеле Фріц Феєрабенд Ганс Бютікофер | Велика Британія (GBR) Велика Британія I Фредерік Макевой Джеймс Кардно Ґай Даґдейл Чарлз Ґрін |

## Країни-учасниці
У змаганнях з бобслею на Олімпійських іграх у Гарміш-Партенкірхені взяли участь 95 спортсменів з 13-ти країн:
- Австрія (12)
- Бельгія (8)
- Чехословаччина (8)
- Франція (10)
- Німеччина (10)
- Велика Британія (4)
- Італія (10)
- Ліхтенштейн (2)
- Люксембург (4)
- Нідерланди (2)
- Румунія (9)
- Швейцарія (9)
- США (11)